# Spandaramet
In de Armeense mythologie was Spandaramet (of Sandaramet ) (Armeens: Սպանդարամետ) de godin van de dood, onderwereld en hel, en kwam overeen met de Griekse god Hades .

## Familiale relaties
De oppergod van Armenië was Aramazd, de architect van het heelal, de schepper van hemel en aarde . Volgens sommige verhalen was Spandaramet zijn vrouw. Hij was de vader van de andere goden en had verschillende dochters, waaronder Anahit (in andere mythen de vrouw van Aramazd) en was de moeder van Astghik, de godin van de schoonheid en de personificatie van de maan, overeenkomend met de Fenicische godin Astarte, en de derde Nane (nɑnɛ) of Noone, godin van de oorlog .

## Mythologische rol
Spandaramet was de beschermgeest van het land en de wijnstokken, de laatste betekenis die haar werd toegekend door christelijke schrijvers van de Armeniërs uit de vijfde eeuw bij het vertalen van de naam Dionysius . Door Spandaramet te associëren met de afgrond, werd dit woord gebruikt als synoniem voor Hades, een idee dat al in andere mythologieën van het zoroastrisme voorkwam.
Spand (Սպանդ) zou in het Armeens ook 'slachting' betekenen.

Bronnen geven, in tegenstelling tot de bovenstaande informatie, ook aan dat:
Spandaramet was een Armeense aardgodin wiens naam afkomstig is van de Iraanse spendea aemaita, de zeven vrijgevige onsterfelijken van de Zoroastrische traditie. Ze vertegenwoordigde zowel de vruchtbaarheid (de vrucht van de wijnstok) als de rustplaats van de doden. Ze typeerde de vruchtbaarheid van de grond. Spandaramet was onzichtbaar, maar haar zichtbare symbool was de aarde zelf. Ze komt dus overeen met de Griekse Demeter of Moeder Aarde. Omdat Ze ook werd gezien als de godin van de doden, kreeg het woord Spandaramet met de komst van het christendom de betekenis van de hel. 